# NK Ankerkader 45/2 Ereklasse 1939-1940
Het Nederlands kampioenschap in de biljartdiscipline Ankerkader 45/2 in het seizoen 1939-1940 werd gespeeld van 11 tot en met 14 april 1940 in Rotterdam. Jan Sweering behaalde de titel.

## Eindstand
| NK Ankerkader 45/2 Ereklasse 1939-1940 - Eindstand | NK Ankerkader 45/2 Ereklasse 1939-1940 - Eindstand | NK Ankerkader 45/2 Ereklasse 1939-1940 - Eindstand | NK Ankerkader 45/2 Ereklasse 1939-1940 - Eindstand | NK Ankerkader 45/2 Ereklasse 1939-1940 - Eindstand | NK Ankerkader 45/2 Ereklasse 1939-1940 - Eindstand | NK Ankerkader 45/2 Ereklasse 1939-1940 - Eindstand | NK Ankerkader 45/2 Ereklasse 1939-1940 - Eindstand | NK Ankerkader 45/2 Ereklasse 1939-1940 - Eindstand |
| Rang                                               | Speler                                             | GESP                                               | PP                                                 | CAR                                                | BRT                                                | MOY                                                | PMOY                                               | HS                                                 |
| -------------------------------------------------- | -------------------------------------------------- | -------------------------------------------------- | -------------------------------------------------- | -------------------------------------------------- | -------------------------------------------------- | -------------------------------------------------- | -------------------------------------------------- | -------------------------------------------------- |
| 1                                                  | Jan Sweering                                       | 7                                                  | 12                                                 | -                                                  | -                                                  | 19,87                                              | 23,52                                              | 196                                                |
| 2                                                  | Jan Dommering                                      | 7                                                  | 12                                                 | -                                                  | -                                                  | 19,18                                              | 50,00                                              | 136                                                |
| 3                                                  | Dick van Eijmeren                                  | 7                                                  | 10                                                 | -                                                  | -                                                  | 16,16                                              | 30,76                                              | 155                                                |
| 4                                                  | Piet de Leeuw                                      | 7                                                  | 8                                                  | -                                                  | -                                                  | 17,62                                              | 28,57                                              | 115                                                |
| 5                                                  | Nelis van Vliet                                    | 7                                                  | 6                                                  | -                                                  | -                                                  | 23,25                                              | 66,66                                              | 204                                                |
| 6                                                  | Piet Kobus                                         | 7                                                  | 4                                                  | -                                                  | -                                                  | 13,25                                              | 22,22                                              | 94                                                 |
| 7                                                  | Janus Jacobs                                       | 7                                                  | 4                                                  | -                                                  | -                                                  | 12,06                                              | 13,33                                              | 123                                                |
| 8                                                  | Luck Gehrels                                       | 7                                                  | 0                                                  | -                                                  | -                                                  | 10,87                                              | geen                                               | 71                                                 |
| Totaal                                             | Totaal                                             | Totaal                                             | Totaal                                             | -                                                  | -                                                  | 16,14                                              | 66,66                                              | 204                                                |
|                                                    |                                                    |                                                    |                                                    |                                                    |                                                    |                                                    |                                                    |                                                    |

Arnhem 1912-1913 · 
Leeuwarden 1913-1914 ·
Amsterdam 1914-1915 ·
Den Haag 1915-1916 ·
Groningen 1916-1917 ·
Amsterdam 1917-1918 ·
Arnhem 1918-1919 ·
Leeuwarden 1919-1920 ·
Den Haag 1920-1921 ·
Groningen 1921-1922 ·
Amsterdam 1922-1923 · 
Amsterdam 1923-1924 ·
Rotterdam 1924-1925 ·
Amsterdam 1925-1926 ·
Haarlem 1926-1927 ·
Utrecht 1927-1928 ·
Rotterdam 1928-1929 ·
Den Haag 1929-1930 ·
Leeuwarden 1930-1931 ·
Utrecht 1931-1932 ·
Amsterdam 1932-1933 ·
Amsterdam 1933-1934 ·
Amsterdam 1934-1935 · 
Utrecht 1935-1936 ·
Arnhem 1936-1937 ·
Den Haag 1937-1938 ·
Amsterdam 1938-1939 ·
Rotterdam 1939-1940 ·
Amsterdam 1940-1941 ·
Amsterdam 1941-1942 ·
Amsterdam 1942-1943 ·
Amsterdam 1944-1945 ·
Den Haag 1945-1946 ·
Apeldoorn 1946-1947 ·
Groningen 1947-1948